# Let Me Be the One (canção de Exposé)
"Let Me Be the One" (em português:  Deixe-me Ser a Única) é o terceiro single do álbum Exposure, lançado pelo grupo de freestyle Exposé em Agosto de 1987. A canção foi escrita pelo produtor e fundador do grupo Lewis A. Martineé, e a canção é cantada por Gioia Bruno. Esse é quinto single lançado no total pelo grupo.
Lançado em Agosto de 1987, "Let Me Be the One" se tornou o terceiro single consecutivo a entrar no Top 10 da Billboard Hot 100, pois em Outubro de 1987 chegou a posição #7. A canção também chegou a posição #2 na Billboard Hot Dance Music/Club Play. No Reino Unido, a canção conseguiu sucesso limitado, alcançando a posição #76.

## Faixas
7" Single
| N.º | Título                | Duração |  |
| 1.  | "Let Me Be the One"   | 4:05    |  |
| 2.  | "Love Is Our Destiny" | 3:16    |  |

12" Single
| N.º | Título                                            | Duração |  |
| 1.  | "Let Me Be the One" (Extended Mix)                | 8:04    |  |
| 2.  | "Let Me Be the One" ("Crossover" Mix)             | 4:39    |  |
| 3.  | "Let Me Be the One" (Radio Edit / Single Version) | 4:05    |  |
| 4.  | "Let Me Be the One" (Dub Mix)                     | 8:34    |  |

Reino Unido 12" Single
| N.º | Título                                | Duração |  |
| 1.  | "Let Me Be the One" (Extended Mix)    | 8:04    |  |
| 2.  | "Let Me Be the One" ("Crossover" Mix) | 4:54    |  |
| 3.  | "Love Is Our Destiny"                 | 316     |  |

Alemanha CD Single
| N.º | Título                                                                   | Duração |  |
| 1.  | "Let Me Be the One" (Remix)                                              | 8:04    |  |
| 2.  | "Love Is Our Destiny"                                                    | 4:39    |  |
| 3.  | "Megamix" - "Point of No Return" - "Come Go with Me" - "Exposed to Love" | 10:02   |  |

## Posições nas paradas musicais
| Parada musical (1987)                               | Melhor posição |
| --------------------------------------------------- | -------------- |
| Canadá - Canada RPM Top 100 Singles                 | 47             |
| Estados Unidos - Billboard Hot 100                  | 7              |
| Estados Unidos - Hot Dance Music/Club Play          | 2              |
| Estados Unidos - Hot Dance Music/Maxi-Singles Sales | 13             |
| Estados Unidos - Hot R&B/Hip-Hop Singles & Tracks   | 29             |
| Reino Unido - UK Singles Chart                      | 76             |

| Parada de fim de ano (1987)        | Melhor posição |
| ---------------------------------- | -------------- |
| Estados Unidos - Billboard Hot 100 | 77             |